# Italia de los Valores
Italia de los Valores (en italiano: Italia dei Valori, abreviado IdV) es un partido político italiano fundado por Antonio Di Pietro el 21 de marzo de 1998, situado en el centro político.

## Historia

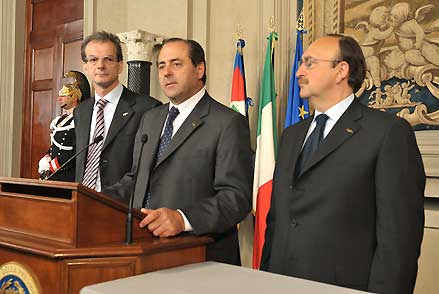
El fundador de IdV, Antonio Di Pietro, junto a Massimo Donadi y Felice Belisario en 2008.

Antonio Di Pietro es un exjuez que participó activamente de la investigación Manos limpias que acabó a principios de la década de los noventa con la mayoría de los partidos políticos históricos. Su objetivo principal, y el de su partido, es recoger las opiniones de la sociedad italiana sobre temas morales, para una idea de la política y de la administración pública inspirada en la transparencia y honestidad de sus componentes.
Participó en su nacimiento en el movimiento Los Demócratas de Romano Prodi, pero se constituyó como partido independiente el 27 de abril de 2000. Esa salida de Los Demócratas hizo que el partido se presentara sin coaligarse a las elecciones generales de 2001 en 20 de agosto. Sin embargo, vuelve al campo del centro izquierda formando parte de El Olivo, y por tanto de La Unión, en las elecciones de 2005 y 2006.
El líder y fundador del partido, Di Pietro se presentó a las primarias de La Unión para las elecciones de 2006, quedando en cuarto lugar con el 3,3% de los votos, por detrás de Prodi, Fausto Bertinotti y Clemente Mastella.
En las elecciones generales de Italia de 2008 duplica sus votos pasando del 2,3% del 2006 al 4,4% de los votos obteniendo 29 Diputados y 14 Senadores, es el partido que más sube en esas elecciones.
En las elecciones al Parlamento Europeo de 2009 se produce una subida espectacular del partido, sacando el 8% de los votos respecto al 2,1% de las elecciones europeas de 2004, obteniendo de este modo 7 eurodiputados para el Parlamento Europeo.
Después de las elecciones Europeas 2009 se anunció la intención por parte del partido español Unión Progreso y Democracia y de IdV de compartir un grupo parlamentario en el Parlamento Europeo sin conseguían reunir las condiciones para ello, para el cual se barajaría el nombre de "Más Europa, Más Ciudadanía".
En 2011, el partido junto a la Federación de los Verdes convocaron un referéndum sobre la energía nuclear, la privatización del agua y la ley del legítimo impedimento -uno de los escudos judiciales del primer ministro, Silvio Berlusconi- que se celebró el 13 de junio (el referéndum se había convocado antes del Accidente de Fukushima). La población rechazó todos los temas planteados con una participación superior al 50 % (y rechazos de en torno al 95 %) por lo que las consultas pasaron a ser vinculantes para el Gobierno, siendo un auténtico éxito pues hacia 15 años que no salía adelante un referéndum por no llegar al cuórum mínimo del 50%.
El 26 de febrero de 2013 Di Pietro renunció a su cargo de presidente del partido luego del resultado en las elecciones. Fue reemplazado en el cargo por Ignazio Messina.